# 옹정
옹정(雍正, 1723년 ~ 1735년)은 청나라 세종(世宗) 옹정제(雍正帝)의 연호이다. 13년간 사용하였다. '옹' 자는 옹정제가 아버지 강희제 때 받았던 작위인 '옹친왕'(雍親王)에서 비롯되었다. 강건성세 중 가운데의 치세로 외정보단 내정을 중시한 안정의 시기였다.

## 개원
- 강희(康熙) 61년 11월 20일[1](그레고리력 1722년 12월 27일)에 연호를 옹정(雍正)으로 정하고, 다음 해 1월 1일[2](그레고리력 1723년 2월 5일)에 개원함.[3][4][5]

- 옹정(雍正) 13년 9월 3일[6](그레고리력 1735년 10월 18일)에 연호를 건륭(乾隆)으로 정하고, 다음 해 1월 1일[7](그레고리력 1736년 2월 12일)에 개원함.[8][9][5]

## 연대 대조표
|      | 서기(西紀) | 간지(干支) |
| 원년 | 1723년     | 계묘(癸卯) |
| 2년  | 1724년     | 갑진(甲辰) |
| 3년  | 1725년     | 을사(乙巳) |
| 4년  | 1726년     | 병오(丙午) |
| 5년  | 1727년     | 정미(丁未) |
| 6년  | 1728년     | 무신(戊申) |
| 7년  | 1729년     | 기유(己酉) |
| 8년  | 1730년     | 경술(庚戌) |
| 9년  | 1731년     | 신해(辛亥) |
| 10년 | 1732년     | 임자(壬子) |
| 옹정 | 서기(西紀) | 간지(干支) |
| 11년 | 1733년     | 계축(癸丑) |
| 12년 | 1734년     | 갑인(甲寅) |
| 13년 | 1735년     | 을묘(乙卯) |

## 동시대 연호

### 베트남
- 바오타이(保泰) (1720년 ~ 1729년)
- 빈카인(永慶) (1729년 ~ 1732년)
- 롱득(龍德) (1732년 ~ 1735년)
- 빈흐우(永祐) (1735년 ~ 1740년)

### 일본
- 교호(享保) (1716년 ~ 1736년)

## 같이 보기
- 중국의 연호 목록